# Jan Jakub Stevens ze Steinfelsu

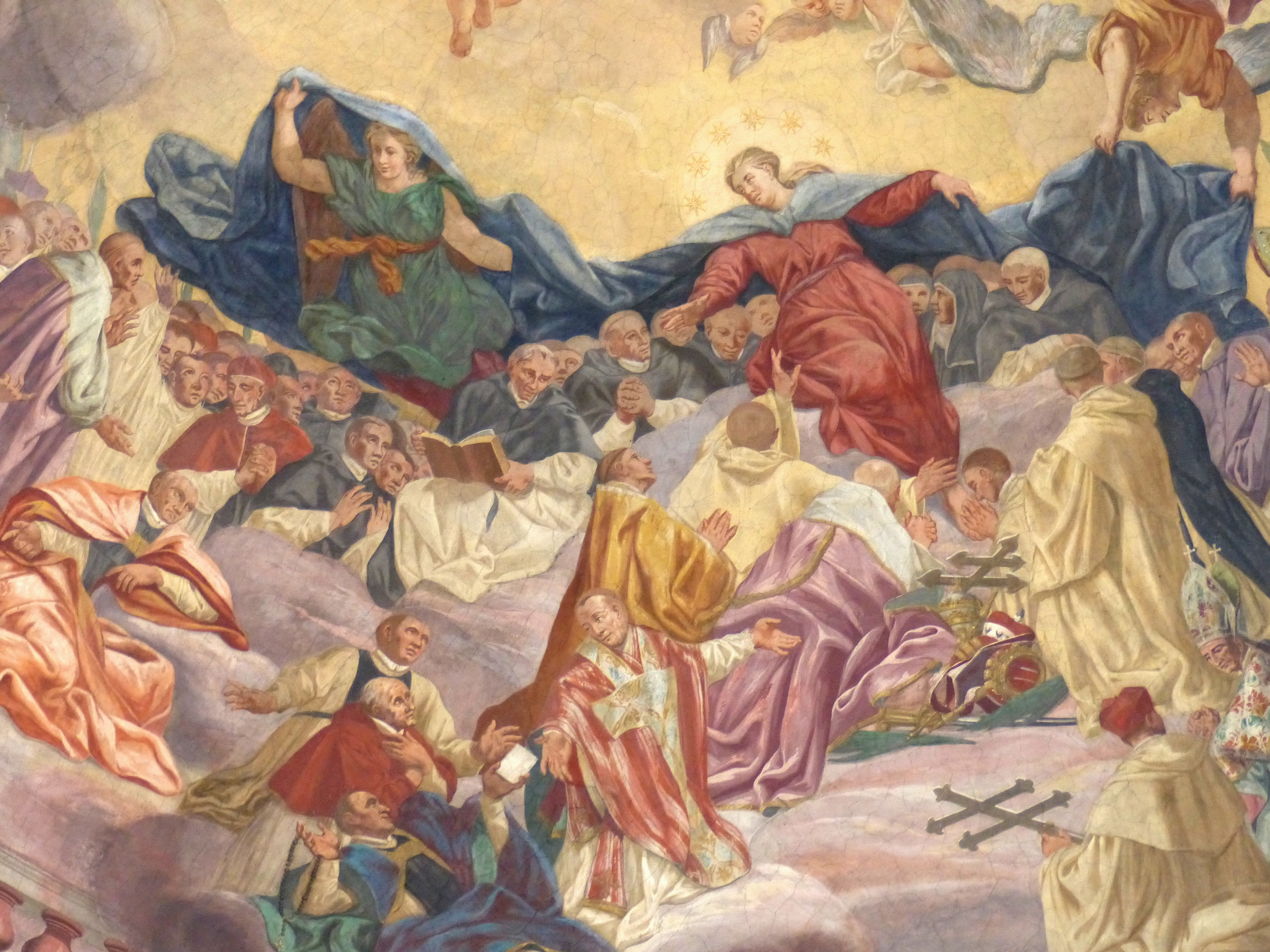
Freska v kupoli klášterní baziliky ve Valdsasích

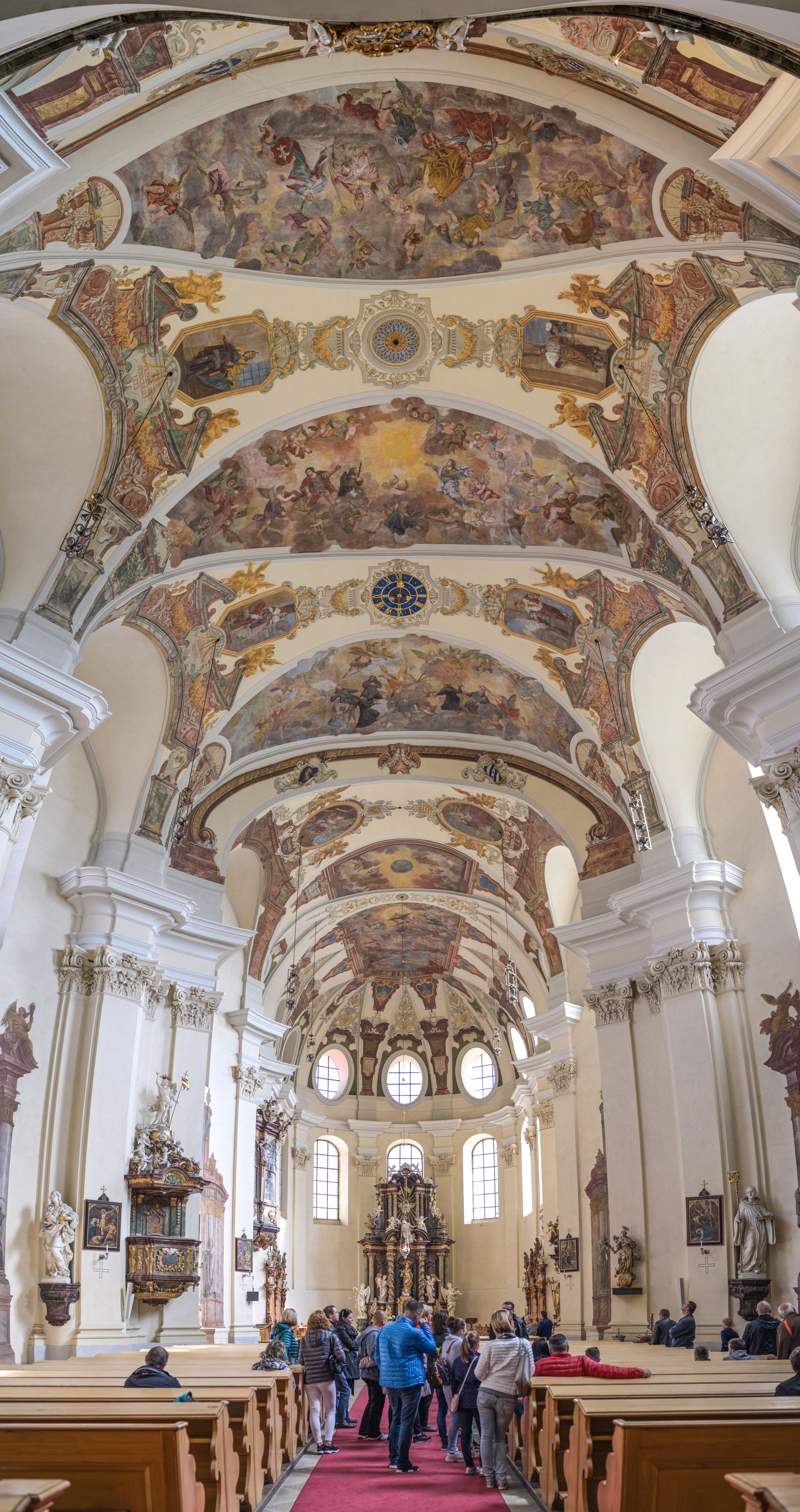
Fresky v kostele svaté Markéty, Břevnov

Jan Jakub Stevens ze Steinfelsu (německy  Johann Jakob Stevens von Steinfels, též Steevens, před 17. lednem 1651, Praha - 4. listopadu 1730 tamtéž) byl český barokní malíř vlámského původu. Dlabač jej uvádí také pod jménem Peter Stephan.

## Život a dílo
Jan Jakub pocházel z nizozemského malířského rodu Stevensů. Jeho děd Pieter Stevens byl roku 1594 jmenován dvorním malířem císaře Rudolfa II. v Praze. Jeho otec Antonín Stevens byl roku 1643 povýšen do šlechtického stavu s predikátem ze Steinfelsu/von Steinfels.
Jan Jakub je znám jako malíř fresek od roku 1688. Zpočátku se zřejmě zdržoval Itálii, kde se měl inspirovat pracemi Pietra z Cortony a Giovanniho Lanfranca.
Většinu svých prací vytvořil v 90. letech 17. století. Jeho pozdější malby již nebyly tak hodnotné.
Ke konci života již nemaloval. Od roku 1725 žil jako majetný radní ve svém pražském domě až do své smrti 4. listopadu roku 1730.

## Dílo
- Praha-Bubeneč: Královská obora (1689)
- Klášter Valdsasy: nástěnné malby (1695–97)
- Klášter Svatá Hora: fresky v Pražské kapli (1696)
- Klášter Sedlec: fresky v kupoli klášterního kostela (1705)
- Kostel svaté Voršily (1707)
- Klášter Osek: nástropní freskomalba Die Ausgießung des Heiligen Geistes v klášterním kostele (1713–1714)
- Klášter Břevnov: nástropní malby klášterní baziliky sv. Markéty (1719–1721)
- Zámek Ludwigsburg: malby výjevů z mytologie